# باتورينسكايا
باتورينسكايا (بالروسية: Батуринская) هي مدينة في مقاطعة كراسنودار كراي في روسيا. يبلغ عدد سكانها حوالي 3610  نسمة.